# Anfiteatro de Martigny
El Anfiteatro de Martigny fue construido en la ciudad romana de Forum Claudii Vallensium en Germania Superior (hoy Martigny en Suiza).
Construido a principios del siglo I según el modelo de los anfiteatros «macizos» (las gradas descansan sobre un terraplén de tierra inclinado), mide 76 y 63,7 m. Como el resto de la ciudad, fue abandonado a finales del siglo IV. Estudiado y restaurado desde finales de los años 70, se utilizó en el siglo XXI para actos culturales y espectáculos tradicionales valesanos como el combate de reinas.

## Ubicación
La ciudad de Forum Claudii Vallensium, construida en las inmediaciones del poblado celta de Octodurus en la llanura del valaisana del Ródano, fue fundada en la primera mitad del I. En esta ciudad, el anfiteatro ocupa el emplazamiento de una antigua necrópolis en el extremo suroeste de la zona edificada y al pie del monte Chemin. La moderna ciudad de Martigny, en el cantón suizo de Valais, ocupó el lugar de Octodurus

## Historia
En el último tercio del siglo I, se instaló una necrópolis de cremación al suroeste de la ciudad, pero su uso fue breve, ya que en su emplazamiento se construyó el anfiteatro a principios del siglo siguiente. Esta ubicación parece deberse a la dificultad de integrar el monumento en el tejido urbano existente y a las limitaciones asociadas a su uso para las peleas de animales, cuyos cadáveres debían ser retirados.
La ciudad parece haber sido abandonada, junto con el anfiteatro, a finales del siglo IV, en favor de Sion. Las causas de este abandono están por determinar.

## Descripción

### Un anfiteatro «macizo»

Plano simplificado del anfiteatro.

El anfiteatro de Martigny pertenece a la categoría de los llamados anfiteatros «macizos»: la 
cávea no está sostenida por un sistema de muros radiales y anulares: en Martigny, estos muros se construyeron con mampostería de esquisto y travertino, esta última roca procedente del cercano Monte Chemin. Los espectadores se sentaban directamente en el terraplén de hierba o en gradas de madera. En el caso de Martigny, el terraplén estaba formado por tierra excavada de la arena, con una capa  de grava aluvial que constituye el suelo natural. Este método de construcción expone la pared frontal, pero especialmente la delgada de (0,90 m) pared de arena, a fuertes empujes y provoca el deslizamiento del terraplén.

### Un monumento de tamaño modesto
Este anfiteatro es pequeño, mide 76 m de eje largo por 63,7 m de eje corto. A la cávea no se accede por un pasillo o escalera interior: los espectadores llegaban a sus asientos mediante rampas exteriores, simples o dobles, adosadas a la fachada y que conducían a un paseo en la parte superior de las gradas. Algunas de estas rampas se construyeron posteriormente, una vez erigido el monumento. No se conoce la altura total del monumento, pero el paseo anular debía estar al menos 8,50 m por encima del nivel de la arena. Al sureste se encuentra el "pulvinar", la residencia del magistrado, comunicada con el exterior por un pasillo abovedado. La arena, por su parte, es accesible a través de dos rampas que se abren sobre el eje principal del monumento. La muralla está coronada por un balteus (parapeto) rematado con bloques de esquisto.
Al noreste, un recinto, tal vez un corral para los animales exhibidos en los juegos, linda con la rampa que conduce a la arena. A lo largo de estas mismas rampas se construyeron dos carceres, palcos en los que los prisioneros esperaban el momento de luchar en la arena; un tercero se colocó bajo el pulvinar.

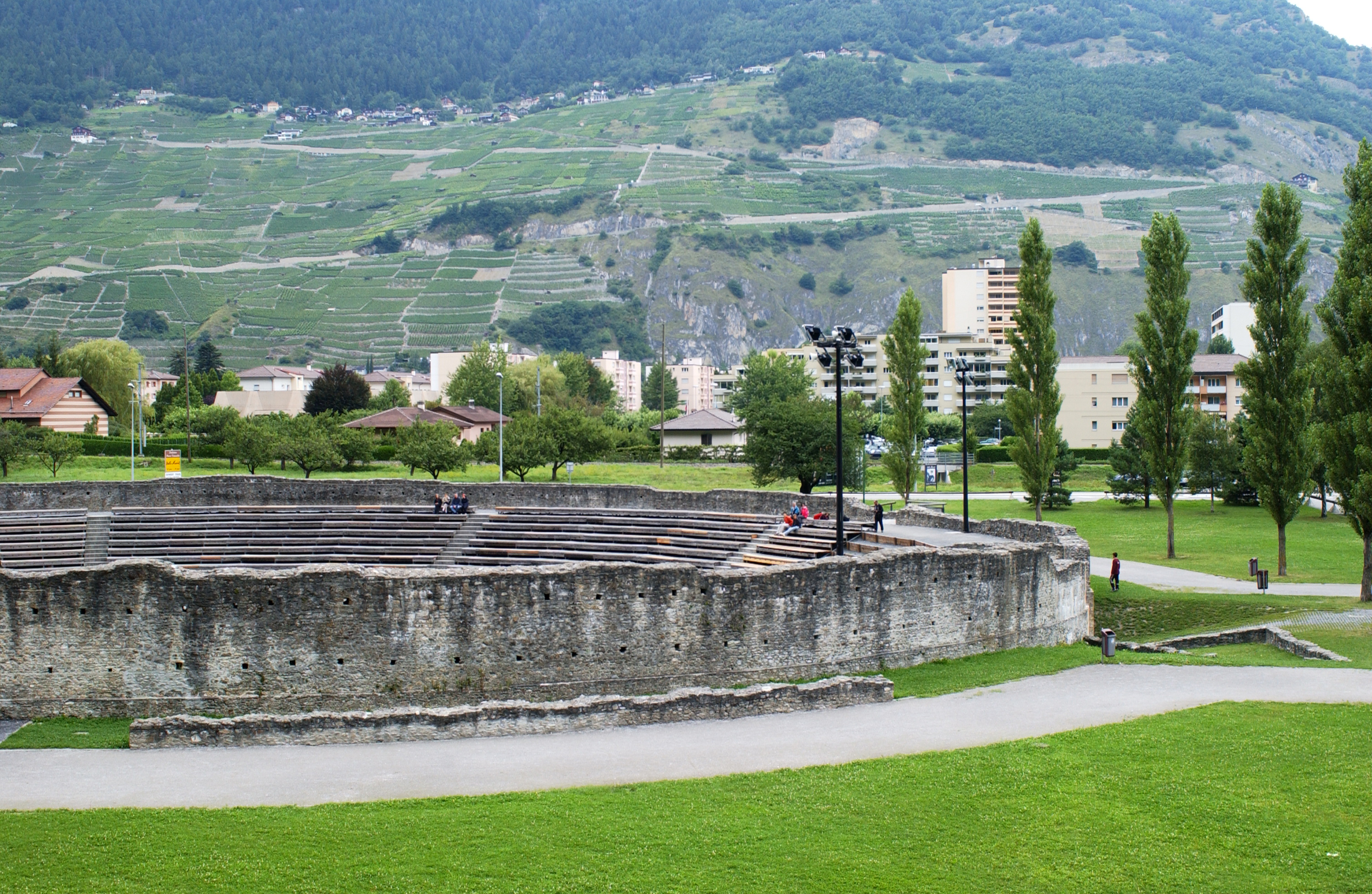
El anfiteatro en su entorno.
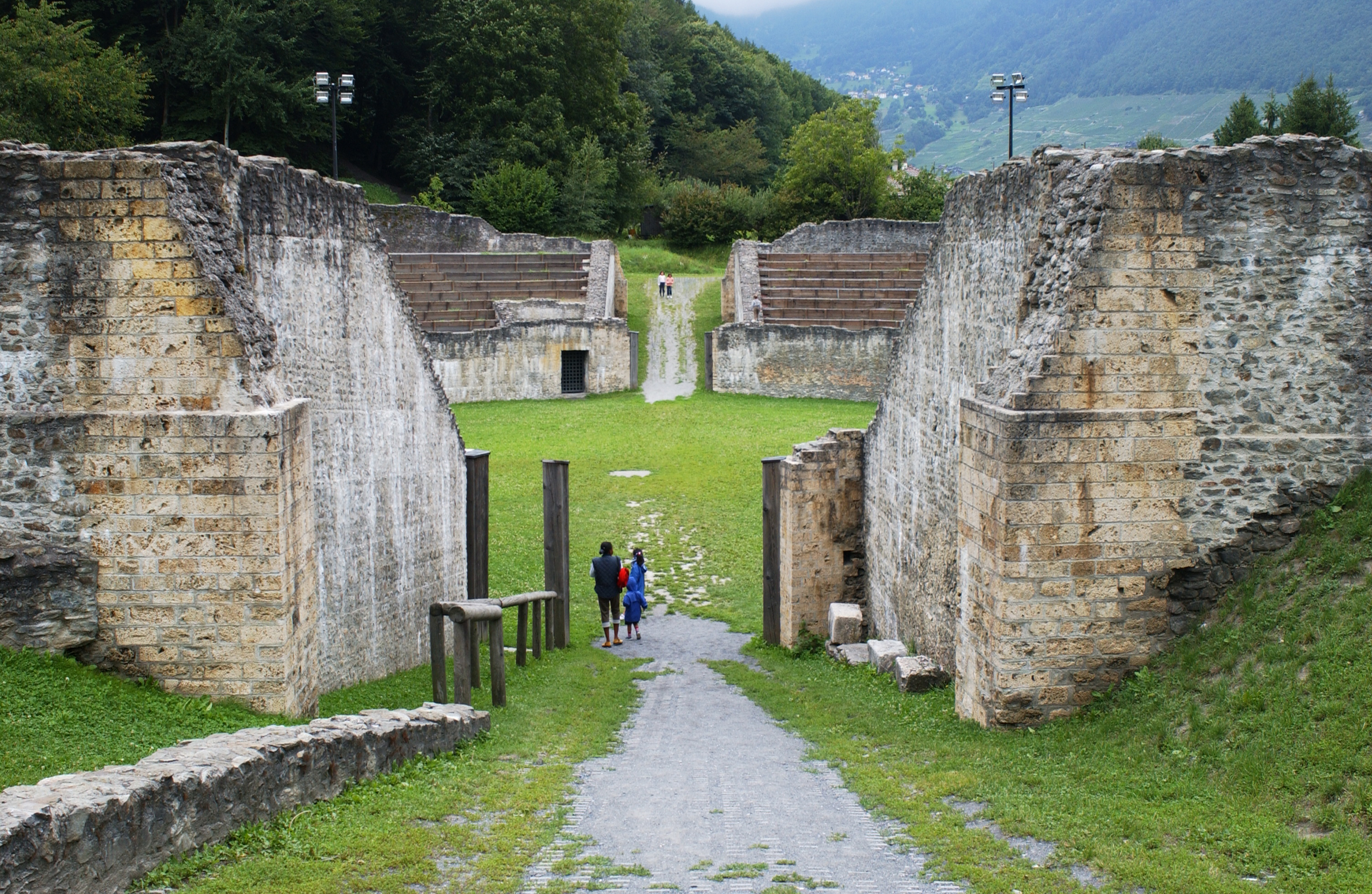
Rampa de acceso a la arena.
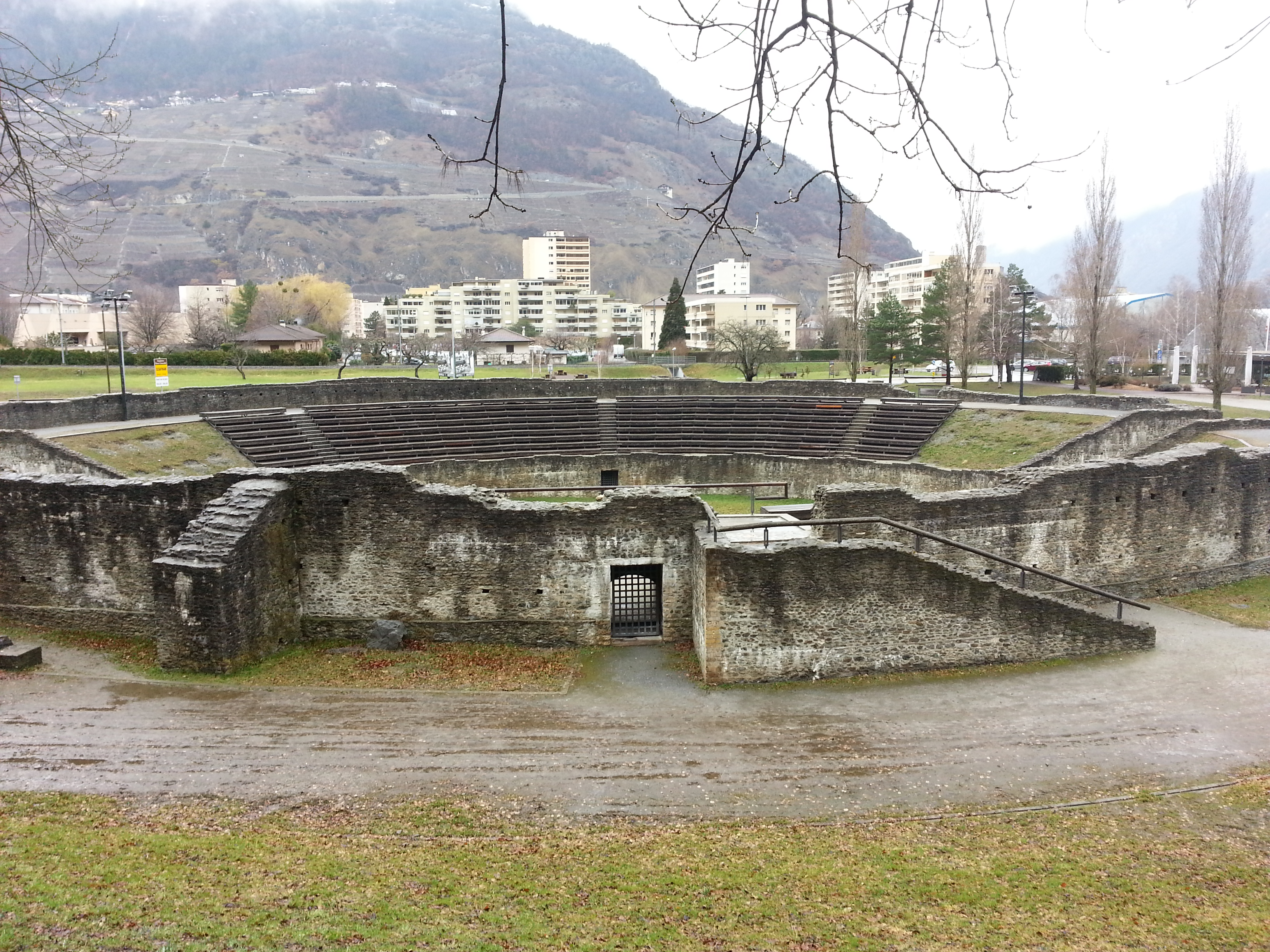
Rampa de acceso a la cavea.
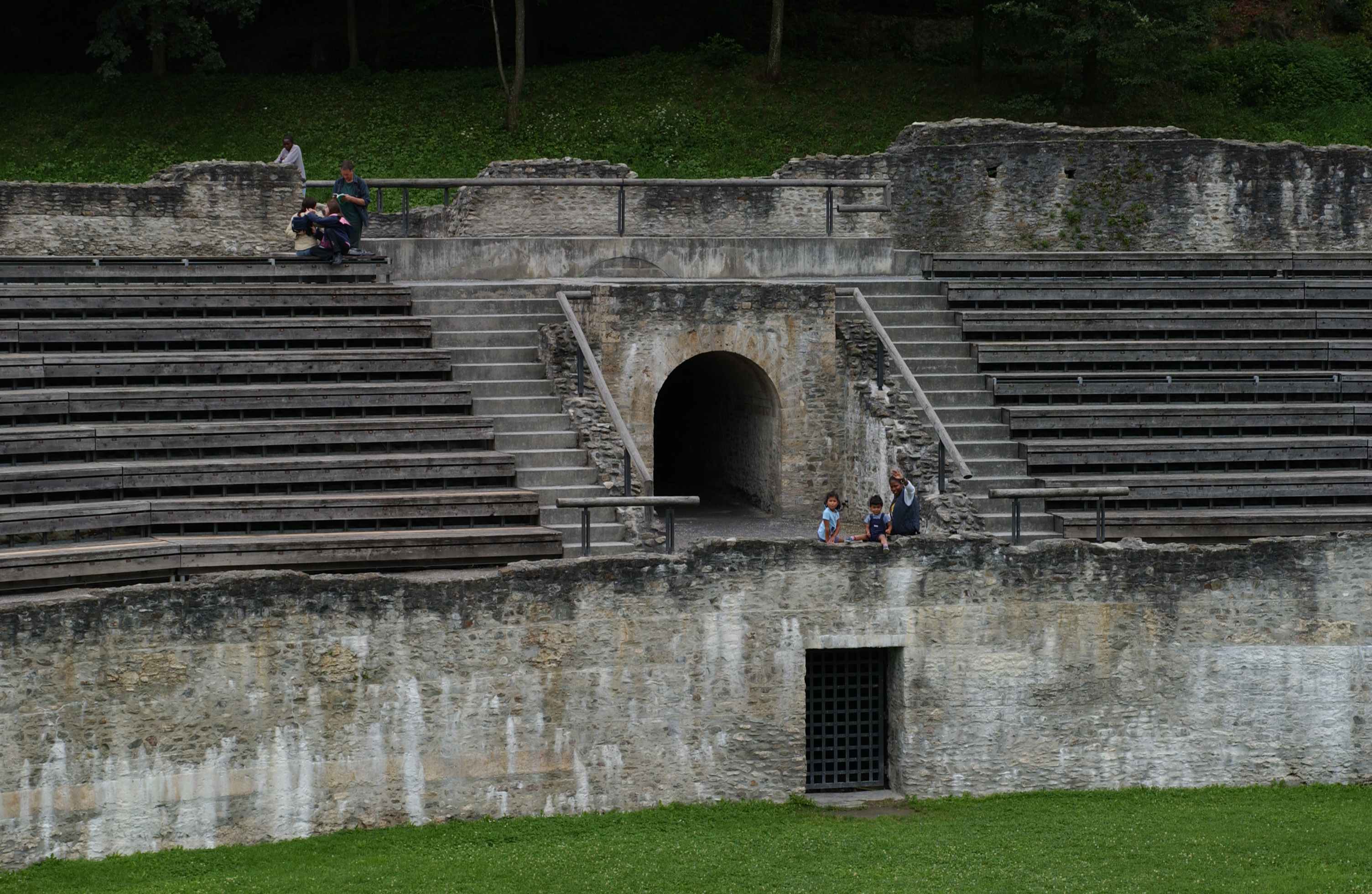
Pulvinar.
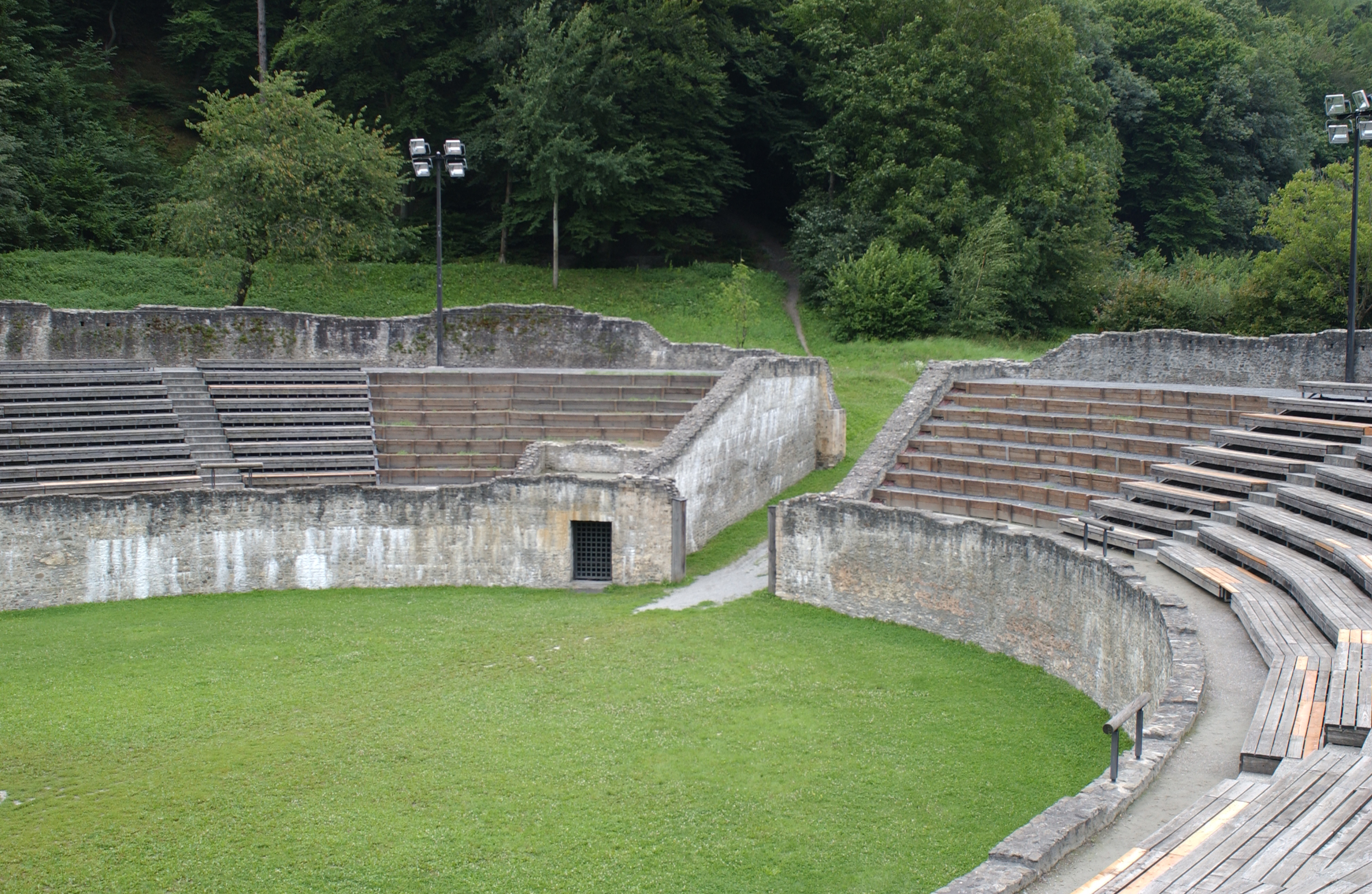
Puerta de una de las "carceres".

## Estudios y vestigios

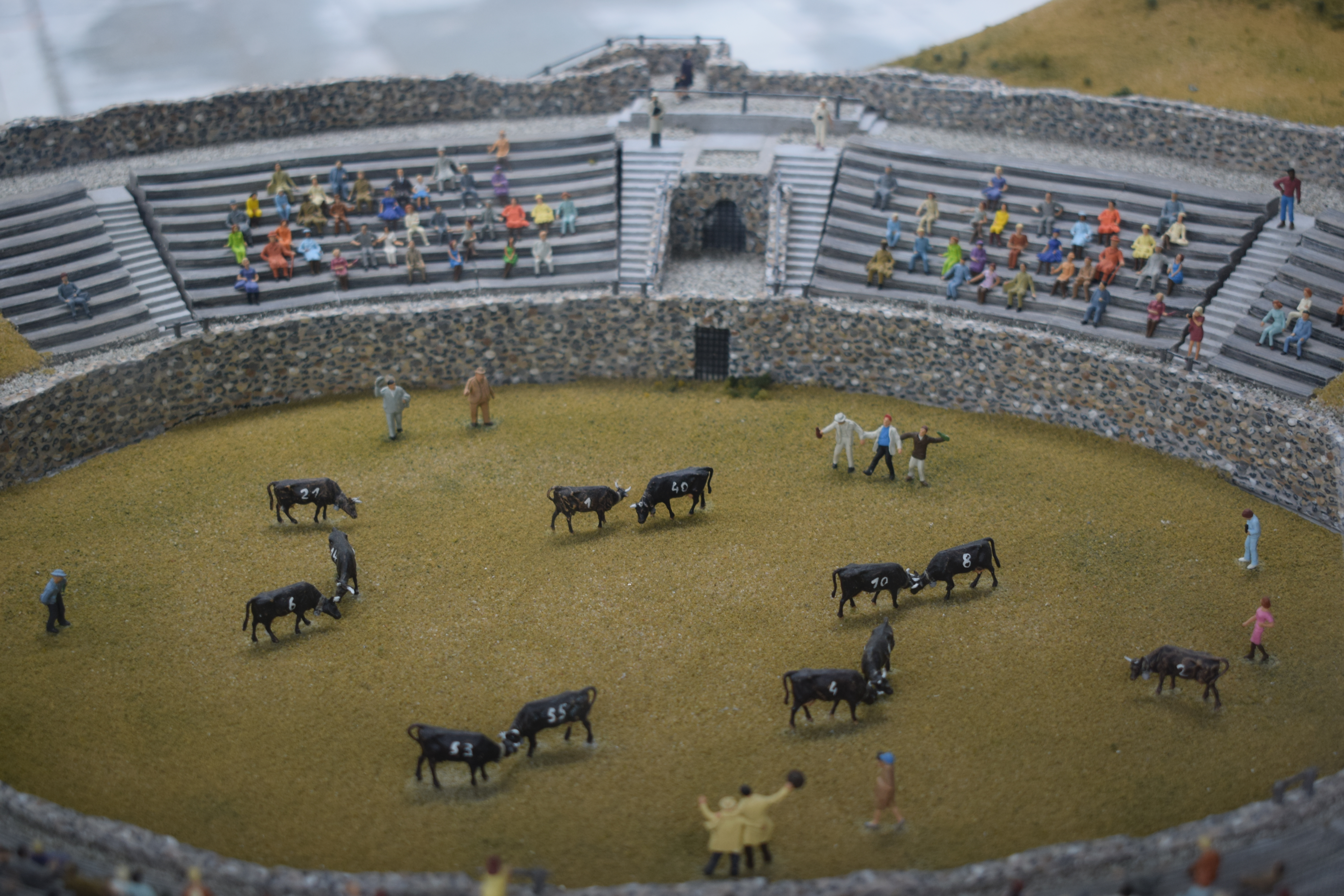
Combate de reinas en el anfiteatro.

A mediados del siglo XVI, el historiador florentino Gabriel Simeoni vio en las ruinas del anfiteatro de Martigny los restos de un campamento romano de la Batalla de Octoduro (año 57).
Las primeras investigaciones arqueológicas en Martigny se remontan a 1883, pero no comenzaron realmente en el emplazamiento del anfiteatro hasta 1978, cuando fue adquirido por la Suiza; el monumento fue excavado y restaurado sistemáticamente  bajo la dirección de François Wiblé, arqueólogo cantonal del Valais.
El buen estado de conservación del monumento permite que en él se sigan representando espectáculos en época moderna, como conciertos o el combates de reinas, de tradición valesana.